# Liu Zhenyun
Liu Zhenyun (chinesisch 刘震云; * im Mai 1958 in der Provinz Henan) ist ein chinesischer Schriftsteller.

## Leben
1973 trat Liu Zhenyun in die Armee ein und verbrachte fünf Jahre in der Wüste Gobi. Von 1978 bis 1982 studierte er an der Universität in Peking chinesische Sprache und Literatur. Danach wurde er Journalist bei einer Tageszeitung für Landwirte. Im Jahr 1987 erschien dann seine erste Erzählung, Das Geschäft im Turm, in der Zeitschrift Literatur des Volkes (Renmin Wenxue) und wurde von der Leserschaft mit Interesse aufgenommen. Sein Romanzyklus Das Mehl und die Blüten meines Heimatlandes erschien 1998.
Sein Erfolgsroman Das Mobiltelefon fand schon im ersten Monat mit 220.000 Exemplaren einen reißenden Absatz und wurde später verfilmt.

## Werke
- Das Geschäft im Turm
- Das Mobiltelefon (2003 erfolgreich verfilmt von Feng Xiaogang 冯小刚, englischer Titel: Cell Phone)
- Der schlimme Onkel (naojiu)
- Sechs Finger (liu zhi)
- Der Onkel mütterlicherseits (niangjiu)
- Hühnerfedern überall
- Taschendiebe (2008 verfilmt, englischer Titel: Lost and found; 2009 auf Deutsch erschienen)
- 1942. Eine Dokumentation und andere Erzählungen. Herausgegeben und aus dem Chinesischen übersetzt von Martin Winter. Erhard Löcker, Wien 2014, ISBN 978-3-85409-708-2.
- Scheidung auf Chinesisch. Roman. Aus dem Chinesischen von Michael Kahn-Ackermann. Ehrenwirth, Bergisch Gladbach 2016, ISBN 978-3-431-03932-0.